# Cursola

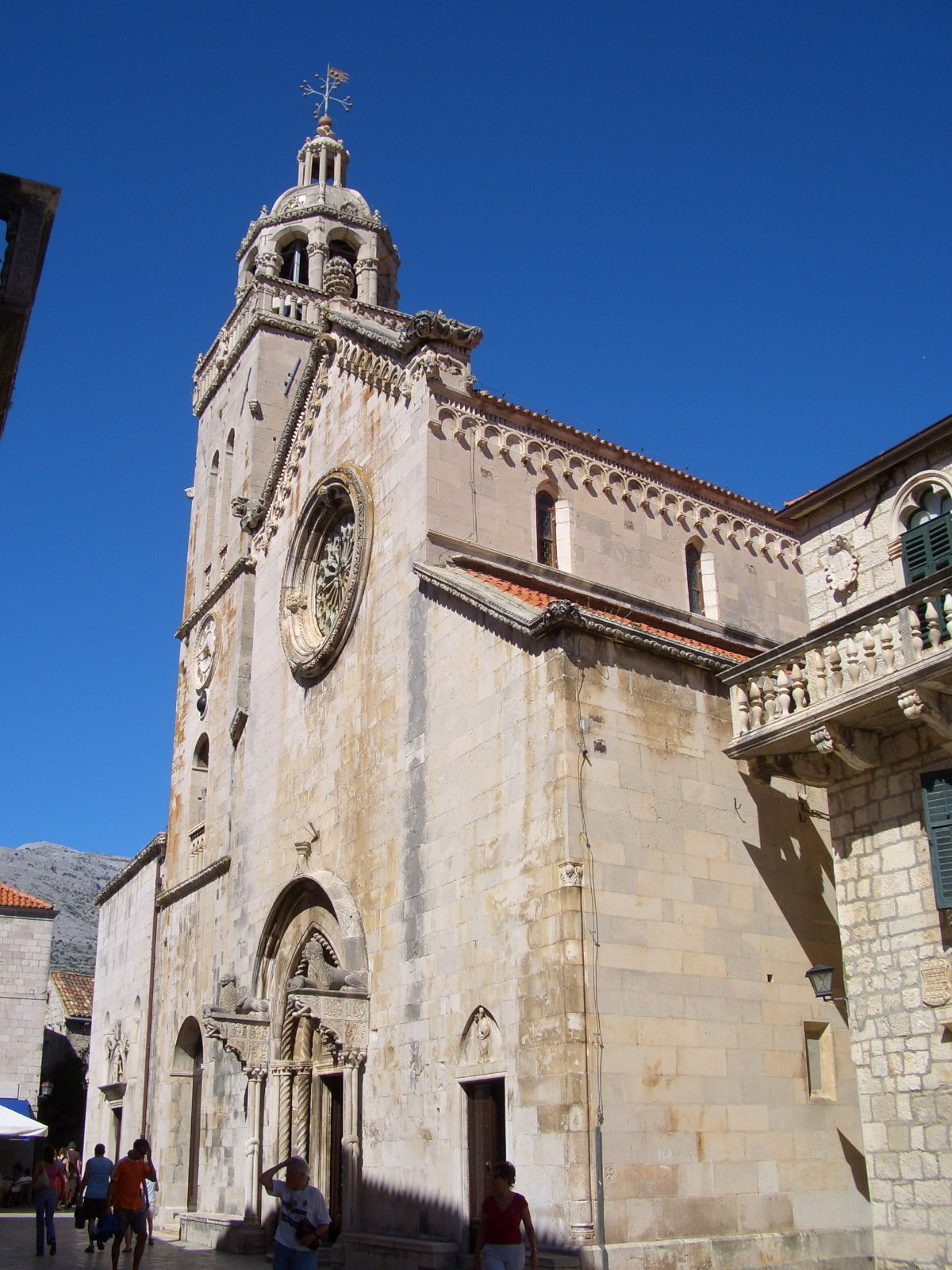
Dawna katedra diecezjalna w Korčuli

Cursola (łac. Diocesis Cursolensis) – stolica historycznej diecezji w Dalmacji. Diecezja została erygowana w początku XIV wieku. 30 czerwca 1828 skasowana i włączona w skład diecezji Dubrownik. Sufragania archidiecezji Split, współcześnie miejscowość Korčula w Chorwacji. Obecnie katolickie biskupstwo tytularne. 

## Biskupi tytularni
| Lp. | Biskup                  | Funkcja                                      | Od                   | Do             |
| --- | ----------------------- | -------------------------------------------- | -------------------- | -------------- |
| 1   | Thomas Benjamin Fulton  | biskup pomocniczy Toronto (Kanada)           | 28 grudnia 1968      | 7 lipca 1978   |
| 2   | John Joseph O’Connor    | biskup pomocniczy Ordynariatu polowego (USA) | 24 kwietnia 1979     | 6 maja 1983    |
| 3   | Pedro Luís Guido Scarpa | biskup pomocniczy Luandy (Angola)            | 22 lipca 1983        | 26 marca 1990  |
| 4   | Patrick Sheridan        | biskup pomocniczy Nowego Jorku (USA)         | 30 października 1990 | 2 grudnia 2011 |
| 5   | Vincent Dollmann        | biskup pomocniczy Strasburga (Francja)       | 17 maja 2012         | 25 maja 2018   |
| 6   | Juan Miguel Betancourt  | biskup pomocniczy Hartford (USA)             | 18 września 2018     |                |